# Vídua de Barka
La vídua de Barka (Vidua larvaticola) és un ocell de la família dels viduids (Viduidae).

## Hàbitat i distribució
Habita zones mab malesa i ciutats, comú des del Senegal, Gàmbia, Guinea Bissau, Ghana, Nigèria i Camerun, cap a l'est fins al nord de la República Democràtica del Congo, Sudan i l'extrem oest de Etiòpia.